# 肯特山 (蒙古国)
肯特山，汉朝時稱為狼居胥山，成吉思汗時稱為不兒罕山，位于蒙古国东北部中央省和肯特省，肯特山脉建有汗肯特严格保护区，蒙古聖山不儿罕合勒敦山（与成吉思汗的起源有关）坐落其中。
这座山脉是北冰洋（经贝加尔湖）和太平洋水系的分水岭，黑龙江上游的两大支流克鲁伦河、鄂嫩河（石勒喀河源头）以及叶尼塞河的支流土拉河均发源于肯特山地区。
山中有一片叫做“伊和浩力格”（Их хориг）的地方，意为“大禁”，据说成吉思汗打猎时曾在此休息，死后埋葬于此。

## 文獻記載
- 根據《汉书》，汉武帝元狩四年(前119年)驃騎將軍霍去病追杀匈奴至狼居胥山，并且封狼居胥山以祭天，祭地禪禮於姑衍山舉行，“封狼居胥山，禅于姑衍，登临翰海，执卤（虏）获丑七万有四百四十三级”[2]。
- 根據《蒙古秘史》，成吉思汗葬於不兒罕山（今肯特山）。

### 引用
1. ↑  艾琳·克雷格. . 2017-08-04  [2019-11-17]. （原始内容存档于2021-02-15） （英国英语）.
2. ↑  班固.  2010年重印本. 臺北市: 臺灣商務印書館. 2010. ISBN 9789570525052 （中文（臺灣））.